# Asociación Venezolana de Intérpretes y Productores de Fonogramas
La Asociación Venezolana de Intérpretes y Productores de Fonogramas (AVINPRO) è un'organizzazione non governativa non a scopo di lucro che tutela l'industria musicale del Venezuela e i musicisti, interpreti, autori e compositori che ne fanno parte. È membro dell'International Federation of the Phonographic Industry.